# Lyssa zampa
Espèce
Lyssa zampa ou Papillon brun du Laos est une espèce d'insectes lépidoptères (papillons) de la famille des Uraniidae, de la sous-famille des Uraniinae et du genre Lyssa.

## Dénomination
Lyssa zampa a été décrit par Arthur Gardiner Butler en 1869.

### Sous-espèces
- Lyssa zampa dilutus, Röber, 1927
- Lyssa zampa docile, Butler, 1877
- Lyssa zampa najabula, Moore, 1877

### Noms vernaculaires
Lyssa zampa se nomme tropical swallowtail moth en anglais.

## Description

### Imago
Lyssa zampa est un grand papillon nocturne de couleur brune qui atteint une envergure de 100 à 160 mm.

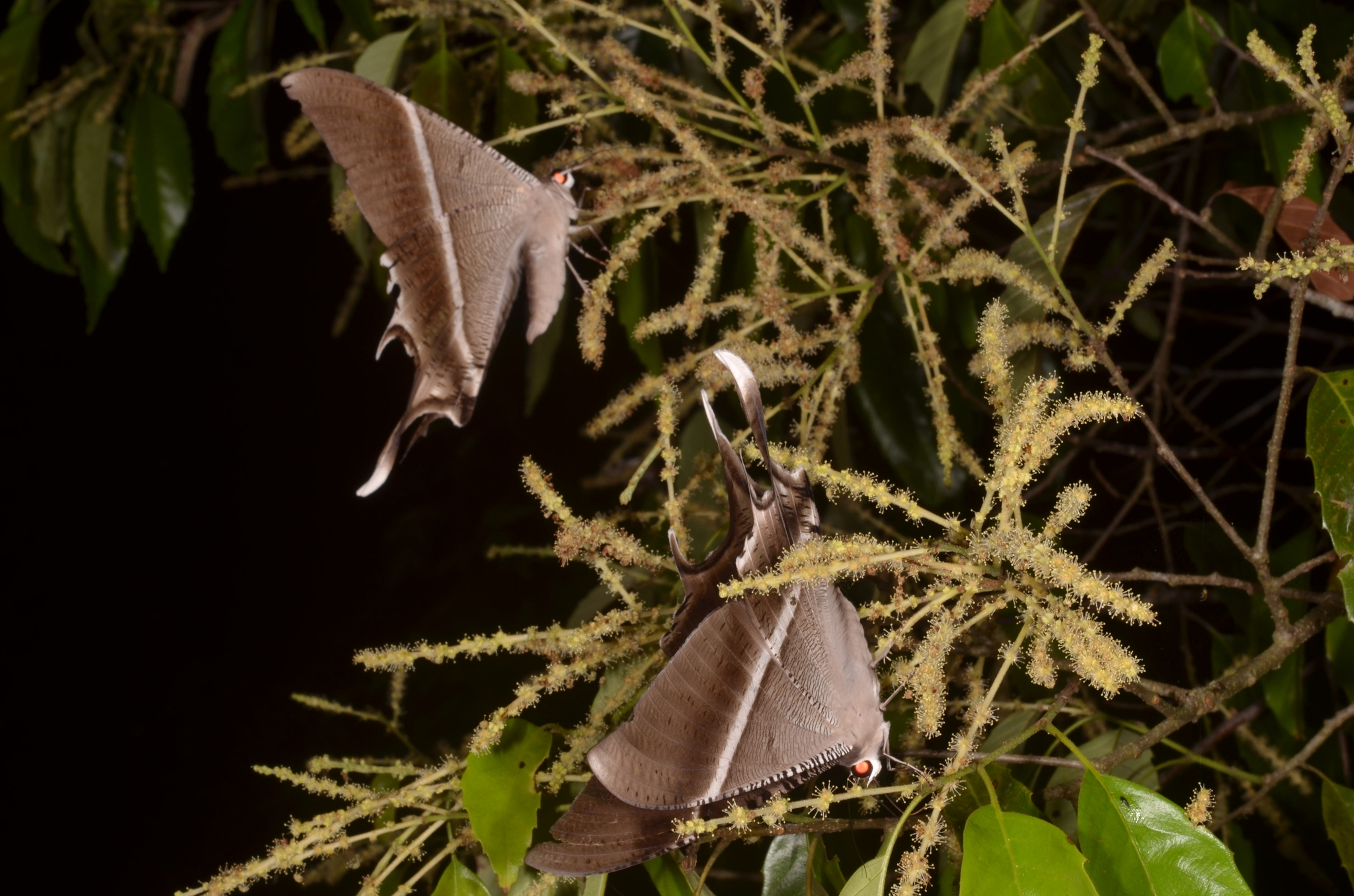
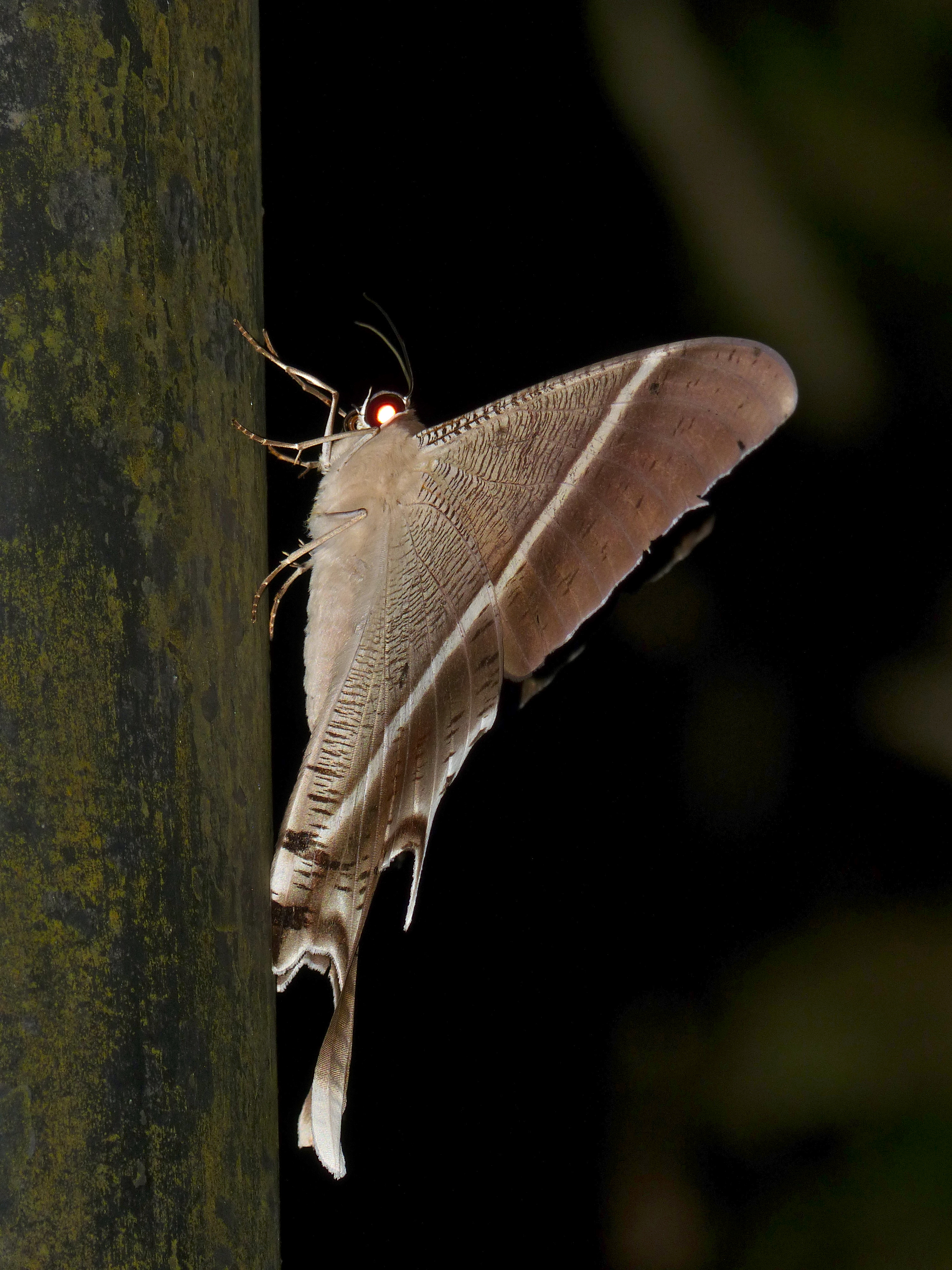
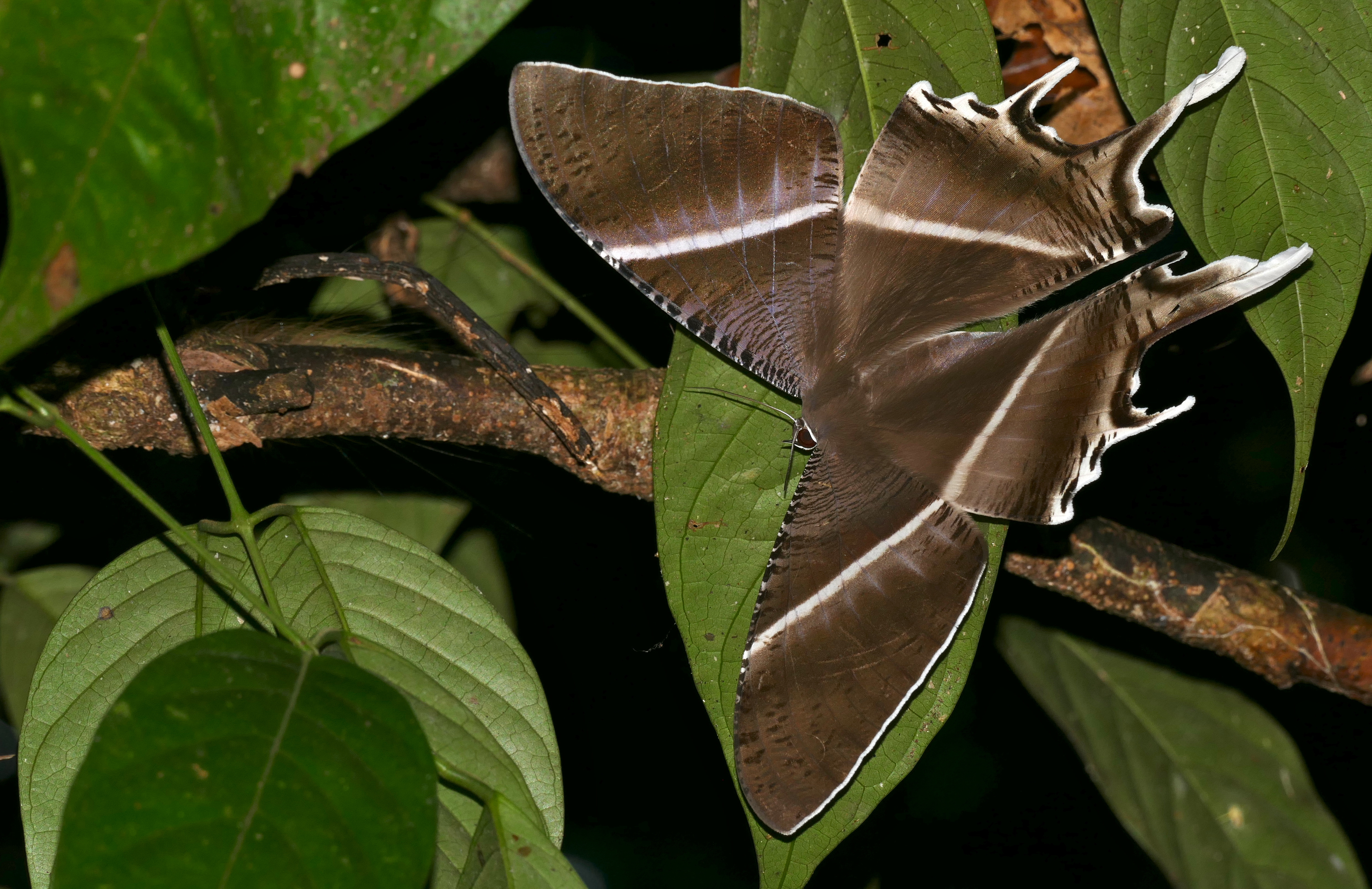
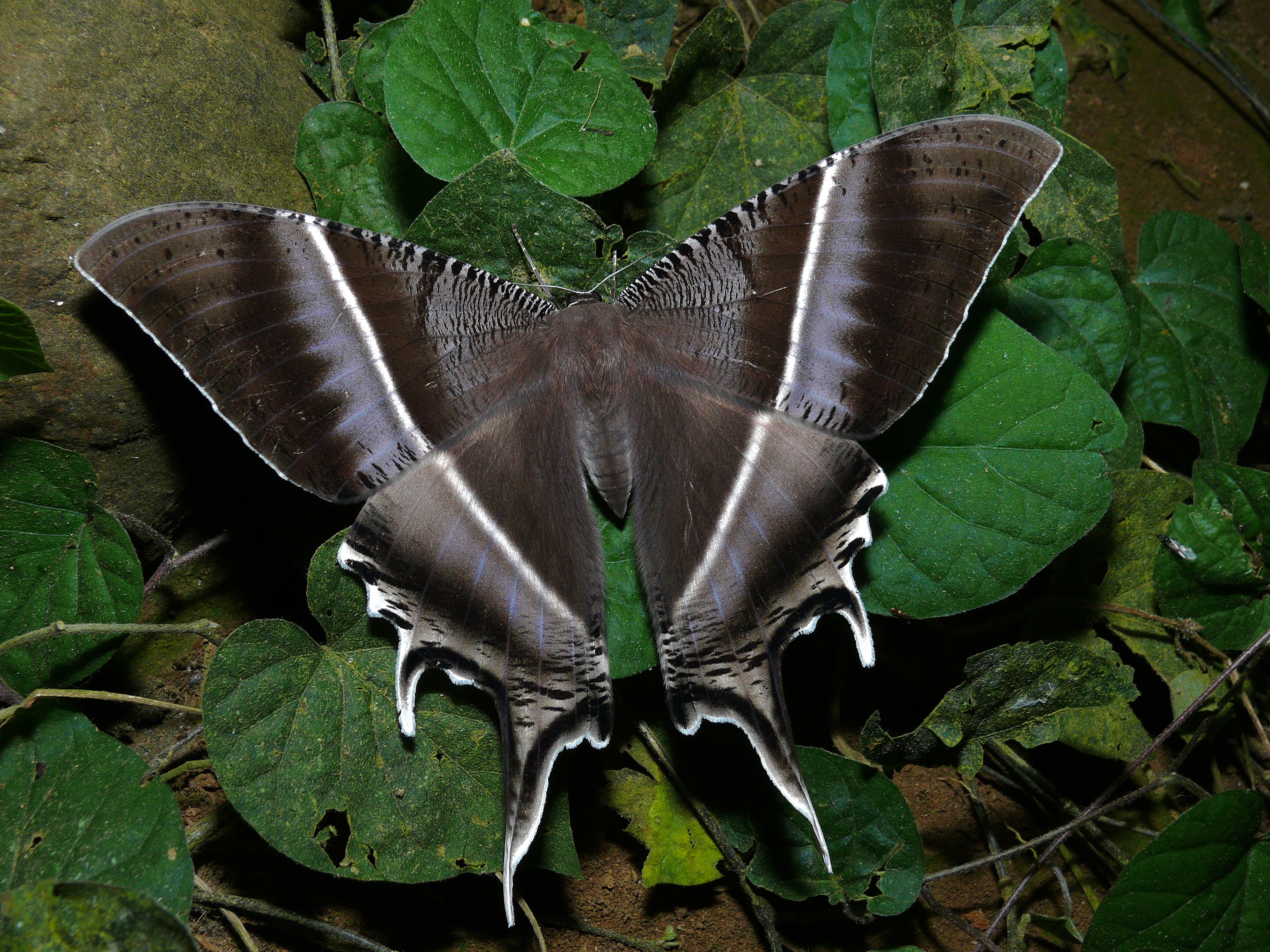

### Chenille
La chenille tisse son cocon de soie dans une litière de feuilles mortes.
L'Endospermum (Euphorbiaceae) est une plante hôte dont elle se nourrit.

## Écologie et distribution
Lyssa zampa est présent de l'Himalaya à Bornéo et dans la péninsule Malaise : Himalaya, îles Andaman ; Vietnam, Laos, Cambodge, Thaïlande ; Malaisie, Singapour, Philippines ; sud de la Chine...
Il vit dans les forêts de montagne jusqu'à 2600 m d'altitude.

### Protection
Pas de statut de protection particulier.